# Fédération internationale d'escalade
La Fédération internationale d'escalade, ou IFSC (de l'anglais : International Federation of Sport Climbing), est l'organisation ayant pour vocation d'administrer, de promouvoir et de développer les compétitions d'escalade au niveau mondial. Ces compétitions mettent en scène une ou plusieurs des disciplines de l'escalade : la difficulté, la vitesse et le bloc.
Présidée par Marco Scolaris, l'IFSC est reconnue par le Comité international olympique et travaille à l'inclusion de l'escalade dans le programme des Jeux olympiques. Elle est membre de l'Association générale des fédérations internationales de sports et de l'association internationale des Jeux mondiaux.
L'IFSC existe depuis 2007. Elle est la continuation d'un organe de l'Union internationale des associations d'alpinisme qui était en exercice depuis 1997. Son siège social se trouve à Berne, tandis que ses bureaux sont à Turin.
L'IFSC rassemble 83 fédérations de 80 pays et homologue une moyenne de 45 évènements par an allant des compétitions internationales espoirs aux championnats du monde.

## Historique

### Les Prémices
Les premières compétitions d'escalade formelles ont lieu en URSS à partir de 1947. L'URSS adhère à l’Union internationale des associations d'alpinisme (UIAA) en 1966 et organise des compétitions internationales où prédominent les épreuves de vitesse.
Après l'apparition des premières compétitions d’escalade de difficulté, en 1985 et 1986, et leur succès médiatique, l'UIAA crée en 1987 une Commission de l’escalade de compétition (CEC) et un Comité international des compétitions d’escalade (CICE). Ces organes décisionnels ont pour rôle d’organiser les règlements et les compétitions de niveau international. 
1988 voit la mise en place d’un circuit de coupe du monde comportant 6 épreuves avec un quota de grimpeurs par pays, et le premier championnat du monde est organisé à Francfort en 1991. En 1997, pour améliorer son fonctionnement, l’UIAA met en place un comité gérant les compétitions internationales d’escalade : l'ICC (en anglais, International council for Competition Climbing). En 1998, la discipline du bloc est officialisée et donne lieu à une coupe du monde en 1999.

### Naissance

Logo de l'IFSC jusqu'en 2015

Lors de son assemblée générale d'octobre 2006, l'UIAA décide de la mise en place d'une fédération internationale d'escalade autonome afin d'y transférer les pouvoirs de l'ICC. Cette fédération, nommée l'IFSC (International Federation of Sports Climbing), voit le jour le 27 janvier 2007 à Francfort avec 48 fédérations membres. Elle bénéficie de l'aide de l'UIAA pour assurer le transfert des actifs de son conseil pour la compétition d'escalade, maintenant révolu.

### Reconnaissance olympique
Durant son assemblée générale fondatrice du 27 janvier 2007, l'IFSC approuve le Code mondial antidopage de l'AMA. Le 27 avril, avec l'appui de l'UIAA, l'IFSC est admise au sein des membres de l'AGFIS, à l'occasion de l'assemblée SportAccord de Pékin. Le mois suivant, elle devient également membre de l'Association internationale des jeux mondiaux (IWGA), l'escalade ayant déjà fait partie du programme des Jeux mondiaux de 2005 et figurant dans celui des jeux de 2009.
L'IFSC est reconnue par le Comité international olympique (CIO) le 10 décembre 2007, moins d'un an après sa création, et devient aussitôt membre de l'Association des fédérations sportives internationales reconnues par le CIO (ARISF).
Le 4 juillet 2011, l'escalade figure pour la première fois dans la liste des sports retenus pour intégrer le programme des jeux olympiques de 2020. Toutefois, le 29 mai 2013, elle n'est pas retenue par le comité exécutif du CIO dans l'ultime sélection devant être soumise au vote du CIO en septembre 2013.
En 2015, elle figure une nouvelle fois dans la liste courte des huit sports retenus pour une éventuelle intégration aux Jeux olympiques d'été de Tokyo 2020. 
Le 3 août 2016, le Comité international olympique accepte l'escalade en tant que sport additionnel aux Jeux olympiques de Tokyo de 2020.

### Faits marquants
Le 1er mars 2014, John Ellison est nommé membre d'honneur de l'IFSC. Il est le fondateur de Climbers Against Cancer (CAC), un organisme de charité qui a pour but d'élever la conscience sur le cancer, et de lever des fonds pour la recherche sur cette maladie. L'action de John Ellison a créé un élan de solidarité et de camaraderie sans précédent dans le milieu de l'escalade. 

## Principales compétitions
Voici la liste des principales compétitions sous l'égide de l'IFSC.

### Élites
- Championnats du monde (tous les deux ans)
- Coupe du monde d'escalade (série de compétitions chaque année)
- Épreuves d'escalade aux Jeux mondiaux (éditions de 2005, 2009, 2013 et 2017)

- Championnats continentaux comme les Championnats d'Europe d'escalade
- Asian games

### Espoirs
- Championnats du monde jeunes (chaque année)

- Coupe d'Europe jeunes (série de compétitions chaque année)

## Liste des fédérations membres
En 2015, l'IFSC compte comme membres, 83 fédérations d'escalade à travers le monde, dont 57 membres de plein-droit, 14 membres associés, 2 membres observateurs et 10 membres continentaux.
| Pays                          | Fédération                                                                                         | Sigle        |
| ----------------------------- | -------------------------------------------------------------------------------------------------- | ------------ |
| Afrique du Sud                | South African National Climbing Federation                                                         | SANCF        |
| Allemagne                     | Deutscher Alpenverein                                                                              | DAV          |
| Argentine                     | Federacion Argentina de Ski y Andinismo                                                            | FASA         |
| Australie                     | Sport Climbing Australia                                                                           | SCA          |
| Autriche                      | Österreichischer Wettkletterverband                                                                | ÖWK          |
| Azerbaïdjan                   | Air and Extreme Sports Federation of Azerbaijan                                                    | AESFA        |
| Belgique                      | Climbing and Mountaineering Belgium                                                                | CMBEL        |
| Canada                        | Club alpin du Canada - Competition Climbing Canada / Competition d'Escalade Canada                 | ACC / CEC    |
| Chili                         | Federacion de Andinismo de Chile                                                                   | FEACH        |
| Chine                         | Chinese Mountaineering Association                                                                 | CMA          |
| Chypre                        | Cyprus Mountaineering and Climbing Federation                                                      | CMCF         |
| Corée du Sud                  | Korean Alpine Federation                                                                           | KAF          |
| Croatie                       | Hrvatski Planinarski Savez (Croatian Mountaineering Assocociation)                                 | HPS          |
| Danemark                      | Dansk Klatreforbund/Danish Climbing Federation                                                     | DKF/DCF      |
| Équateur                      | Federacion Ecuatoriana de Andinismo y Escalada                                                     | FEDAN        |
| Espagne                       | Federación Española de Deportes de Montaña y Escalada                                              | FEDME        |
| États-Unis                    | USA Climbing                                                                                       | USAC         |
| Finlande                      | Finnish Climbing association                                                                       | FCA          |
| France                        | Fédération française de la montagne et de l'escalade                                               | FFME         |
| Géorgie                       | Georgian Climbing National Federation                                                              | GCNF         |
| Grèce                         | Hellenic Federation of Mountaineering and Climbing                                                 | HFMCU (EOOA) |
| Hong Kong                     | Hong Kong Mountaineering Union                                                                     | HKMU         |
| Hongrie                       | Hungarian Mountaineering and Sport Climbing Federation                                             | MHSSz        |
| Inde                          | Indian Mountaineering Foundation                                                                   | IMF          |
| Indonésie                     | Federasi Panjat Tebing Indonesia                                                                   | FPTI         |
| Iran                          | Iran Mountaineering and Sport Climbing Federation                                                  | IRI MF       |
| Irlande                       | Mountaineering Ireland                                                                             | MI           |
| Israël                        | The Israeli Organization of Sport Climbing                                                         | IOSC         |
| Italie                        | Federazione Italiana Arrampicata Sportiva                                                          | F.A.S.I.     |
| Japon                         | Japan Mounatineering Association                                                                   | JMA          |
| Kazakhstan                    | Mountaineering and Climbing Federation of Republic of Kazakhstan                                   | MCFRK        |
| Kirghizistan                  | Federation of Mountaineering Rock and Ice Climbing of Kirgiz Republic                              | FMRICK       |
| Malaisie                      | Persekutuan Mendaki Malaysia (Malaysia Mountaineering Federation)                                  | PMM          |
| Mexique                       | Federacion Mexicana de Deportes de Montana Y Escalada                                              | FMDMYE       |
| Népal                         | Nepal Mountaineering Association                                                                   | NMA          |
| Norvège                       | The Norwegian Climbing Federation                                                                  | NCF          |
| Nouvelle-Zélande              | New Zealand Sportclimbing Federation                                                               | CNZ          |
| Pakistan                      | Alpine Club of Pakistan                                                                            | ACP          |
| Pays-Bas                      | Koninklijke Nederlandse Klim- en Bergsportvereniging                                               | NKBV         |
| Pérou                         | Peruvian Sport Climbing Federation                                                                 | FEPADI       |
| Pologne                       | Polski Zwiazek Alpinizmu (Polish Mountaineering Association)                                       | PZA          |
| Portugal                      | Federação Portuguesa de Montanhismo e Escalada / Portuguese Mountaineering and Climbing Federation | FPME         |
| Roumanie                      | Romanian Federation of Mountaineering and Climbing                                                 | FRAE         |
| Royaume-Uni                   | British Mountaineering Council                                                                     | BMC          |
| Russie                        | Climbing Federation of Russia                                                                      | CFR          |
| Serbie                        | United Sport Climbing Federation of Serbia                                                         | USCFS        |
| Singapour                     | Singapore Mountaineering Federation                                                                | SMF          |
| Slovaquie                     | Slovak Mountaineering Union JAMES                                                                  | SMU JAMES    |
| Slovénie                      | Alpine Association of Slovenia                                                                     | PZS          |
| Suède                         | Swedish Climbing Federation                                                                        | SKF          |
| Suisse                        | Club Alpin Suisse CAS                                                                              | CAS          |
| Taïwan                        | Chinese Taipei Alpine Association                                                                  | CTAA         |
| Tchéquie (République tchèque) | Cesky horolezecky svaz (Czech mountaineering association)                                          | CHS          |
| Thaïlande                     | The Sport Climbing Association of Thailand                                                         | SCAT         |
| Turquie                       | Turkish Mountaineering Federation                                                                  | TDF/TMF      |
| Ukraine                       | Ukrainian Mountaineering and Climbing Federation                                                   | UMF          |
| Venezuela                     | Federacion Venezolana de Escalada Deportiva                                                        | FEVME        |

### Membres associés
| Pays        | Fédération                                                         | Sigle   |
| ----------- | ------------------------------------------------------------------ | ------- |
| Bolivie     | Federación Boliviana de Ski y Andinismo                            | FEBSA   |
| Bulgarie    | Bulgarian Climbing and Mountaineering Federation                   | BCMF    |
| Cameroun    | Association des Sports de Montagne et d'Escalade                   | ASME    |
| Colombie    | Federación Colombiana de Escalada Deportiva                        | FCED    |
| Costa Rica  | Federación costarricense de Deportes de Montaña                    | FECODEM |
| Guatemala   | Federación Nacional de Andinismo de Guatemala                      | FNAG    |
| Honduras    | Federacion Hondurena de Deportes de Montana y Escalada             | FEHDME  |
| Lettonie    | Latvian Alpinist Asocciation                                       | LAA     |
| Lituanie    | Lithuania Climbing Sport Association                               | LCSA    |
| Luxembourg  | Fédération Luxembourgeoise d'Escalade, de Randonnée et d'Alpinisme | FLERA   |
| Macédoine   | Macedonian Mountain Sport Federation                               | MMSF    |
| Mongolie    | Mongolia Mountaineering Federation                                 | MCMAC   |
| Philippines | Sport Climbing Association of the Philippines                      | SCAPI   |
| Salvador    | Federacion Salvadoreña de montañismo y escalada                    | FSME    |

### Membres continentaux
| Algérie            | Fédération Algérienne du Ski et des Sports de Montagne                   | FASSM |
| Andorre            | Federacio Andorrana de Muntanyisme                                       | FAM   |
| Arménie            | Club Alpin Arménien                                                      | CAA   |
| Biélorussie        | Belarus Alpine Federation                                                | BAF   |
| Bosnie-Herzégovine | Mountaineering Union of Bosnia - Herzegovina                             | PSBIH |
| Brésil             | Confederação Brasileira de Montanhismo e Escalada                        | CBME  |
| Estonie            | Estonian Climbing Association                                            | ECE   |
| Jordanie           | Jordan Federation of Sport Climbing                                      | JFSC  |
| Nouvelle-Calédonie | Comité Régional de la montagne et de l'escalade de la Nouvelle-Calédonie |       |
| Ouzbékistan        | Federation of Mountaineering and Rock Climbing of Uzbekistan             | FMCU  |

### Membres observateurs
| Pays              | Fédération                                       | Sigle                                       |     |
| ----------------- | ------------------------------------------------ | ------------------------------------------- | --- |
| Autriche          | Österreichischer Alpenverein                     | ÖAV Federation (Eusko Mendizale Federazioa) | EMF |
| Espagne Catalogne | Federaciò d'Entitats Excursionistes de Catalunya | FEEC                                        |     |